# Lucio Cornelio Cinna
Lucio Cornelio Cinna (en latín, Lucius Cornelius Cinna; c. 132 a. C.-Ancona, República romana, 84 a. C.) fue un antiguo político y militar romano de la familia patricia de los Cornelios, que ejerció el cargo de cónsul en cuatro ocasiones, en 87, 86, 85 y 84 a. C. Participó en la guerra Social durante los años 91-88 a. C. Tras recibir el primer consulado después de la toma de Roma por Sila, apoyó a los opositores de este y propuso distribuir a los hombres a quienes recientemente se les había atribuido la ciudadanía romana entre todas las tribus, lo que provocó una nueva guerra civil. En consecuencia, Cinna fue expulsado, pero se alió con Cayo Mario y a su vez ocupó Roma a finales de 87 a. C., lo que le convirtió en uno de los iniciadores del terror contra la alta aristocracia.
Tras la muerte de Mario en enero de 86 a. C., Cinna se convirtió de facto en el único gobernante de Roma y de la mayoría de las provincias. Durante su gobierno, estabilizó la situación interna, al resolver la crisis de la deuda, empezar a acuñar monedas de buena ley y conceder verdaderos derechos civiles a los itálicos. Cinna, con el objetivo de combatir a Sila, quien en ese entonces estaba en guerra con Mitrídates en los Balcanes, envió un ejército bajo el mando de Lucio Valerio Flaco. Sin embargo, este prefirió luchar contra los pónticos y poco tiempo después su ejército lo asesinó y se pasó al bando de Sila. A principios del año 84 a. C., Cinna planeó una nueva campaña hacia el este, pero mientras se preparaba para ello fue asesinado en Ancona a manos de soldados sublevados.

## Biografía

### Orígenes
Lucio Cornelio pertenecía a la antigua y ramificada familia patricia de los Cornelios, de origen etrusco. No es hasta el siglo II a. C. que aparece el cognomen «Cinna», por lo que, por este motivo, el erudito alemán F. Münzer llegó a sugerir que Lucio Cornelio no podía pertenecer a la rama de los Cornelios patricios, al igual que los portadores de los cognomina «Mammula» y «Sisenna».
Según los Fasti Capitolini, el padre y el abuelo de Lucio Cornelio compartían el mismo praenomen, «Lucio». Al parecer, su abuelo ejerció presumiblemente de monetarius entre aproximadamente 169 y 158 a. C., mientras que su padre fue el primer cónsul de esta rama de la familia en 127 a. C.

### Primeros años e inicios en la carrera civil
Basándose en la lex Villia annalis, el nacimiento de Lucio Cornelio está fechado hacia 132 a. C. Se ha sugerido que es el Cinna a quien se refiere «Lucio Cornelio, hijo de Lucio», mencionado en una de las inscripciones de Rodas, que no está fechada con precisión. Sin embargo, también podría haber sido Lucio Cornelio Sila o Lucio Cornelio Escipión Asiático. No más tarde de 90 según R. Broughton y en 90 u 89 a. C. según A. Egorov, Cinna debió de ocupar la pretura.
A finales del año 91 a. C., los itálicos se rebelaron contra Roma, lo que dio lugar a la guerra Social. Marco Tulio Cicerón, en uno de sus discursos, menciona a Cinna en relación con este conflicto como legado y «jefe militar extremadamente experimentado», a lo que R. Broughton sugirió que se refería al año 89 a. C. y que Lucio Cornelio era un legado del cónsul Cneo Pompeyo Estrabón. Los historiadores interpretan la mención de un tal «Pinna» en una de las Períocas del libro LXXVI de Tito Livio como un error del copista, debido a que, probablemente, fue Cinna quien, junto con Quinto Cecilio Metelo Pío, derrotó a los marsos en varias batallas, lo que les obligó a pedir la paz.
Inmediatamente después del victorioso final de la guerra, comenzaron las luchas internas en Roma, debido al intento del tribuno de la plebe Publio Sulpicio de ampliar los derechos de los aliados itálicos recientemente nombrados ciudadanos romanos, distribuyéndolos entre todas las tribus, porque al principio, para limitar la influencia de los nuevos ciudadanos en el resultado de las elecciones, se crearon para ellos diez nuevas tribus, que votaban en último lugar. En ese momento, un ejército dirigido por el cónsul Lucio Cornelio Sila se preparaba para ir a Oriente a luchar contra Mitrídates VI, pero Publio Sulpicio dio el mando de esta guerra a Cayo Mario para conseguir su apoyo. En consecuencia, Sila respondió moviendo su ejército sobre Roma y tomando la ciudad, lo que ocasionó el asesinato del tribuno de la plebe y la huida de Mario a África. Con la ciudad bajo su poder, Sila, en 88 a. C., derogó las leyes de Sulpicio y limitó los poderes de la asamblea popular y de los tribunos de la plebe.
Se desconoce cómo Cinna pudo participar en estos acontecimientos y tampoco hay información precisa sobre los posibles vínculos entre Lucio Cornelio y los partidarios de las facciones enfrentadas, por lo que algunos estudiosos han sugerido que no existieron tales vínculos. No obstante, Münzer cree que Cinna era mariano, debido a dos escritos de Plutarco, quien escribió que Cinna «pertenecía al bando de los adversarios de Sila», y Apiano, quien relató que los «amigos de los exiliados», es decir, los partidarios de Mario, contaban con Lucio Cornelio. El erudito S. I. Kovalev llamó a Cinna ya en relación con los acontecimientos de 88 a. C. «un ardiente demócrata», mientras que A. V. Korolenkov lo califica de «enemigo de Sila». Por sus méritos militares, Lucio Cornelio ocupó un lugar destacado entre los candidatos a cónsules del año siguiente, el año 87 a. C. Sila, quien organizó la elección, era impopular a ojos del pueblo romano, por lo que su candidato Publio Servilio Vatia perdió las elecciones. En consecuencia, Cinna y el plebeyo Cneo Octavio se convirtieron en cónsules, según una hipótesis, debido a su neutralidad.

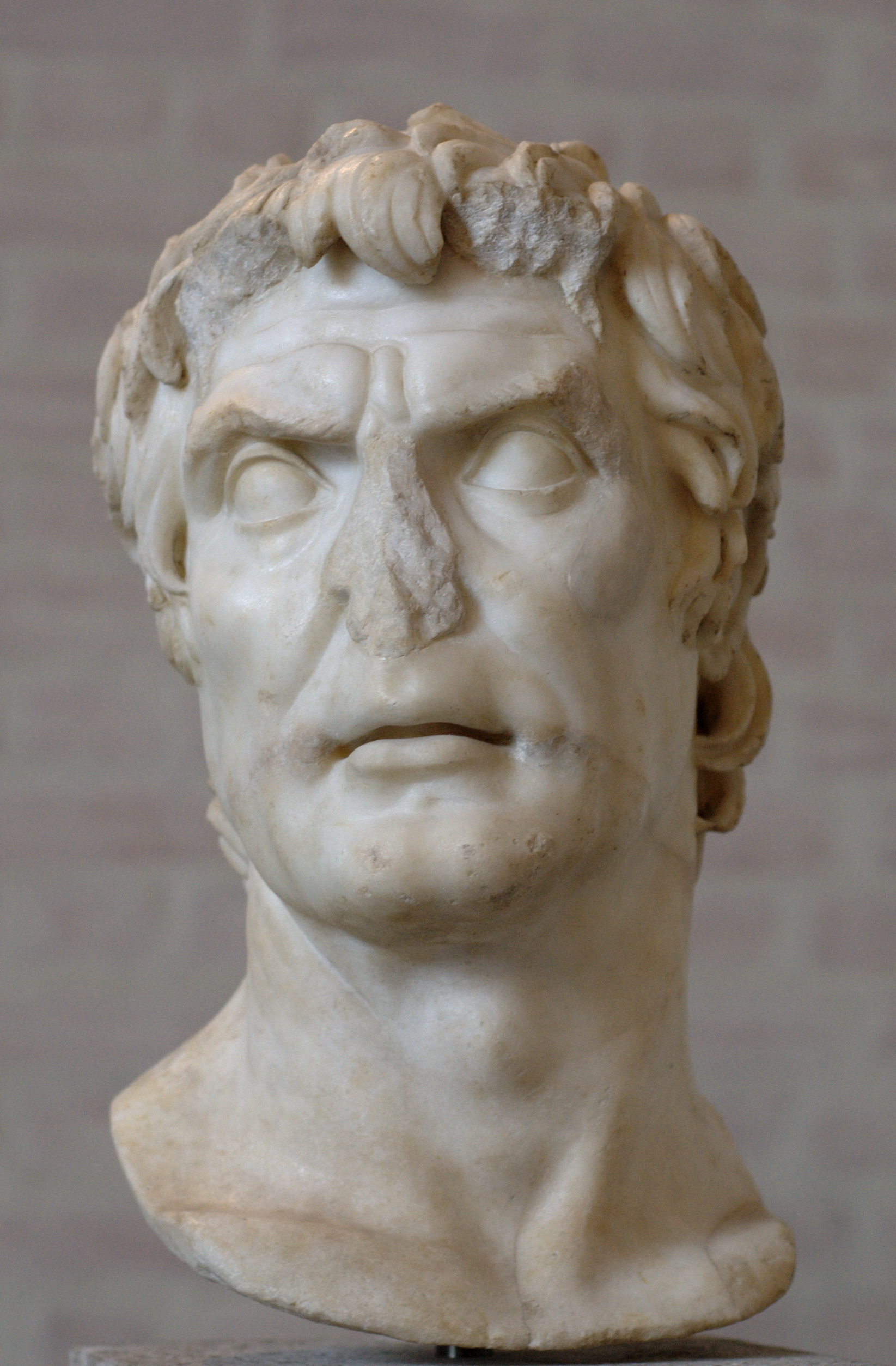
Busto atribuido a Lucio Cornelio Sila

Sila, cuya posición en Roma era bastante precaria, aparentemente no se atrevió a interferir en el proceso electoral. Según Plutarco, incluso, «para ahuyentar el odio de la población», apoyó la candidatura de Cinna; según Dion Casio, Sila lo nombró sucesor. En este contexto, los historiadores sugieren que sólo puede hablarse de la negativa de oponerse a un candidato popular. Probablemente, Sila percibió el peligro potencial que representaba Cinna, ya que consideró necesario, para minimizar la probabilidad de nuevos conflictos después de su partida a la guerra con Mitrídates, obtener un juramento específico con él:

Subió, pues, este [Cinna] al Capitolio, y teniendo una piedra en la mano juró y se echó la maldición de que si no guardaba concordia con él fuese arrojado de la ciudad como aquella piedra era arrojada de la mano, y la tiró al suelo a presencia de muchos.

Plutarco. Sila, 10.

Las fuentes no mencionan a Cneo Octavio en relación con esta historia, pero existe la suposición de que el juramento fue prestado por ambos futuros cónsules, ya que exigir tal juramento sólo a Cinna habría sido demasiado radical y humillante para él.

### Primer consulado y guerra civil
Poco después de la toma de posesión de Cinna y Octavio a principios de 87 a. C., el tribuno de la plebe Marco Vergilio intentó llevar a juicio a Sila; según Plutarco, esta acusación fue preparada por Cinna. Se desconoce en qué consistía exactamente la incriminación, pero podría haber implicado el asesinato del tribuno de la plebe, la introducción de tropas en Roma o los abusos perpetrados a los pretores en el campamento de Nola. Las opiniones difieren en cuanto a los verdaderos objetivos de los acusadores: algunos estudiosos creen que el plan era atemorizar a Sila y acelerar su marcha a Oriente para iniciar antes acciones abiertamente opositoras; otros creen que el objetivo era privarlo de su mando; otros creen que los acusadores querían aumentar el sentimiento antisilano para derogar más fácilmente las leyes que había aprobado. Dión Casio, sin mencionar esta acusación, informa de que Cinna se esforzó por expulsar a Sila de Italia lo antes posible. En la historiografía existen diferentes opiniones sobre cómo este informe puede relacionarse con los hechos.
En cualquier caso, Sila ignoró la acusación y en la primavera de ese mismo año cruzó los Balcanes con su ejército. Con Octavio al frente de la República, Cinna se dedicó a buscar nuevos aliados políticos. Probablemente para aumentar su influencia decidió retomar el programa político de Marco Livio Druso y Publio Sulpicio, por lo que presentó un proyecto de ley para la distribución equitativa de los itálicos a todas las tribus. Este esfuerzo le animó naturalmente a aliarse con los marianos, quienes habían apoyado una medida similar el año anterior; la segunda iniciativa de Cinna fue, por tanto, una propuesta para traer de vuelta del exilio a Mario y a sus partidarios.
Los historiadores Lucio Anneo Floro y Pseudo-Aurelio Víctor mencionan sólo la segunda medida como único motivo de la reanudación de la guerra civil, aunque el erudito Friedrich Münzer considera más acertado el relato de Apiano, quien califica el reparto equitativo de los itálicos entre las tribus como la causa del regreso a Roma de Mario. Al mismo tiempo, Apiano afirma que estos pueblos sobornaron a Cinna con un enorme soborno de trescientos talentos. Se desconoce si tal cohecho se llevó a cabo realmente, pero la historiografía señala que Cinna no podría haber tenido la intención de mejorar la posición de los itálicos en el momento de su elección, aunque, en este caso, no habría podido ganar las elecciones.
El segundo cónsul se opuso a estas iniciativas, y al parecer contó con el apoyo de la mayoría de la plebe urbana y de la nobilitas. Los tribunos populares vetaron el proyecto de ley, pero Cinna convocó en Roma a un gran número de nuevos ciudadanos que exigieron que se levantara la prohibición. El Senado probablemente emitió una resolución especial, un Senatus consultum ultimum, y los partidarios de Octavio atacaron a los partidarios de Cinna, quienes ocuparon el Foro. Estos últimos, según Apiano, eran más numerosos, pero mostraron menos valor, por lo que fueron derrotados en la escaramuza; al parecer, los octavianos organizaron una verdadera masacre, en la que murieron unos diez mil hombres. Lucio Cornelio «empezó a correr por la ciudad y comenzó a llamar a los esclavos hacia él, prometiéndoles la libertad», pero nadie respondió a esta llamada. Los estudiosos han sugerido que quizás este episodio fue inventado más tarde por los enemigos de Cinna. Este último, en consecuencia a estos hechos, siendo todavía cónsul, huyó de la ciudad.
El Senado decidió destituir a Lucio Cornelio del cargo consular. Formalmente se justificó por el hecho de que Cinna dejó la ciudad «en extremo peligro» y prometió la libertad a los esclavos, y el nuevo cónsul que le sustituyó fue su pariente, el flamen Dialis Lucio Cornelio Mérula. Dado que tal decisión del Senado parecía una arbitrariedad, Cinna se convirtió a los ojos de muchos ciudadanos romanos y de las comunidades vecinas en un defensor del estado de derecho. Tibur, Praeneste y otras ciudades a las que poco antes se les había concedido la ciudadanía se pusieron de su parte, y Lucio Cornelio consiguió activamente hombres y dinero allí. Ya en esta etapa se le unieron el hijo de Cayo Mario y el excuestor Quinto Sertorio, un homo novus que se había hecho popular por sus méritos militares y quien podría haberse convertido en el principal experto militar del ejército de Lucio Cornelio. A continuación, Cinna hizo prácticamente lo mismo que había hecho Sila el año anterior: se dirigió al ejército que continuaba el asedio de Nola bajo el mando de Apio Claudio Pulcro.

Cinna se dirigió a Capua, donde había otro ejército romano, a cuyos oficiales, junto con los senadores que estaban presentes, intentó ganarse. Fue a reunirse con ellos como cónsul en una asamblea, donde depuso las fasces como si fuera un ciudadano privado, y derramando lágrimas, dijo: «Ciudadanos, de vosotros tomé este poder, pues el pueblo me eligió, pero ahora el Senado me ha privado de él sin vuestro consentimiento. Habiendo experimentado yo mismo esta calamidad, sigo indignado por vosotros. ¿Por qué necesitamos complacer a las tribus en las votaciones? ¿De qué nos sirven? ¿Qué poder tendréis en las asambleas populares, en las votaciones, en las elecciones consulares, si no aseguráis lo que dais, y no quitáis lo que habéis dado, cuando decidís por vosotros mismos?»

Dijo esto para conmoverlos, y después de sentir mucha compasión por sí mismo, se rasgó las vestiduras, bajó de un salto de la rostra y se arrojó al suelo ante ellos, donde permaneció largo rato. Completamente vencidos, lo levantaron, lo devolvieron a la silla curul, levantaron las fasces y le ordenaron que tuviera buen ánimo, pues seguía siendo cónsul, y que los condujera adonde quisiera.

Apiano. Guerras civiles, I, 65-66

El ejército juró lealtad a Cinna, a quien se le unieron seis tribunos de la plebe y varios senadores. Octavio y Mérula, por su parte, llamaron para la defensa de Roma a Cneo Pompeyo Estrabón, quien trajo un ejército desde Piceno y se mantuvo en la Puerta Collina. Sin embargo, Estrabón adoptó una actitud expectante, en la que, al parecer, incluso negoció con Cinna una posible alianza, con la que contaba con la posición consular. Cayo Mario el Viejo, enterado de los acontecimientos, desembarcó en Etruria, reunió un ejército de seis mil soldados y se unió a Lucio Cornelio. Este, necesitando a Mario como poseedor de gran autoridad, ofreció a su aliado poderes proconsulares, pero se negó; no obstante, el mando real pasó a Mario, y las hostilidades se intensificaron drásticamente. Los marianos tomaron Ostia y otras ciudades de los alrededores, detuvieron el suministro de pan a Roma y concluyeron una alianza con los samnitas. Además, el destacamento enviado por Cinna ocupó Ariminus, con objetivo de excluir la posibilidad de un sabotaje del enemigo desde la Galia Cisalpina.
Cuatro ejércitos comandados por Cinna, Mario, Sertorio y Cneo Papirio Carbón rodearon Roma con el objetivo de hacerse con ella. Las negociaciones con Pompeyo Estrabón fracasaron, probablemente porque este no podía contar con el consulado tras la llegada de Mario, por lo que Lucio Cornelio intentó eliminarlo para atraer a sus soldados a su bando. Los pompeyanos a los que sobornó iban a prender fuego a la tienda de su comandante, pero esta idea fracasó.
Probablemente fue después de esto cuando Estrabón pasó a una defensa más activa de Roma. Estas batallas no fueron decisivas, pero pronto estalló una epidemia en el ejército que defendía la ciudad, que mató a diecisiete mil soldados y al propio Cneo Pompeyo. Pronto Quinto Cecilio Metelo Pío acudió en ayuda de Roma desde Samnio y los soldados de Pompeyo le ofrecieron tomarlos bajo su mando, pero este les aconsejó acudir a Octavio; entonces se pasaron al bando de Cinna. En el primer encuentro entre Metelo Pío y Cinna los soldados, en lugar de luchar, empezaron a animarse mutuamente; entonces Metelo Pío se retiró y pronto empezó a negociar con Lucio Cornelio.
Ambas partes hicieron concesiones, en las que Metelo Pío reconoció a Cinna como cónsul, y fueron criticados por sus respectivos colegas: Quinto Cecilio por Octavio, y Lucio Cornelio por Mario. Finalmente, Metelo Pío se retiró de Roma, y la ciudad quedó indefensa, hecho que pudo haber sido el resultado de un acuerdo que Cinna hizo con él, basado en antiguos lazos familiares entre ambos, porque el padre de Metelo Pío, Quinto Cecilio Metelo Numídico, era amigo del padre y tío del yerno de Cinna, Cneo y Lucio Domicio Enobarbo, o en recuerdos de haber servido juntos durante la guerra Social.

### Gobierno de terror

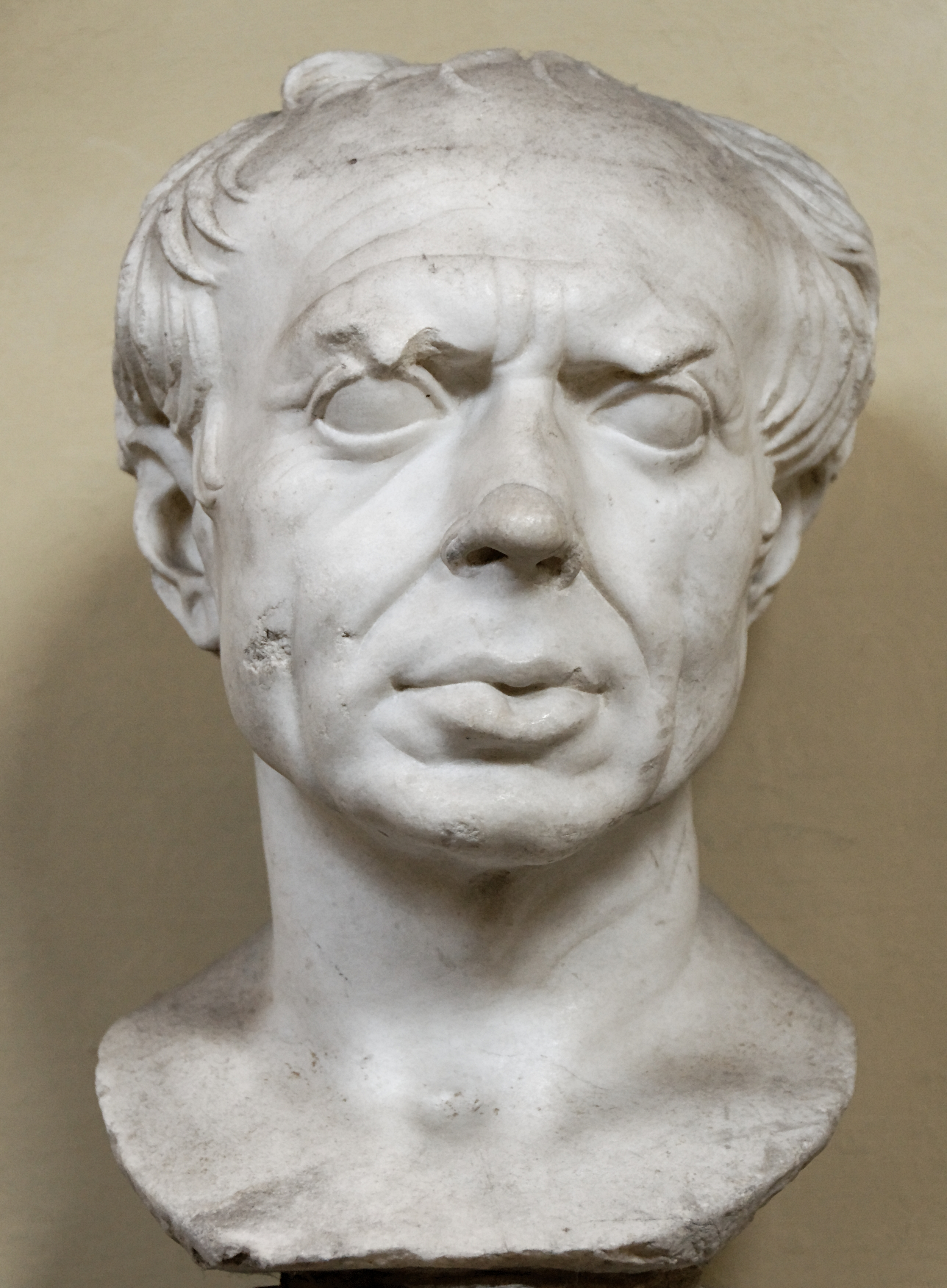
Busto atribuido a Cayo Mario el Viejo

Sin la defensa de Metelo Pío, el Senado romano se vio en la necesidad de capitular, para lo cual envió embajadores a Cinna, ya como cónsul, pidiéndole que no iniciara una matanza en la ciudad. Lucio Cornelio, quien recibió a los delegados, sentado en la silla curul, prometió que no habría masacres, «pero Mario, separado de la silla sin responder palabra, se echaba claramente de ver en el ceño de su semblante y en la fiereza de su mirada que iba bien presto a llenar la ciudad de carnicería y de muertes».
A pesar de sus promesas, el principal enemigo de Cinna, Cneo Octavio, fue asesinado inmediatamente después de que las tropas entraran en la ciudad. Situado en el cerro del Janículo, sentado en la silla curul, con traje consular, esperó la muerte de quien había sido su colega; Cayo Marcio Censorino cortó la cabeza del cónsul y se la entregó a Cinna, quien la colgó en el foro, frente a los rostra. Es en este momento, según los autores antiguos, cuando comenzó el terror en toda la ciudad: los enemigos de Cinna y Mario eran asesinados sin piedad, sus cuerpos eran maltratados y las cabezas de los senadores asesinados se exhibían en los rostra. Los bienes de los asesinados fueron confiscados, y sus esposas e hijos se convirtieron en víctimas de la violencia. Al mismo tiempo, Mario mandaba que se tomaran represalias realizando una señal habitual contra aquellos que simplemente no saludaba. Cinna, sin embargo, según Plutarco, «siendo ya muchos los que habían perecido, se mostraba cansado y fastidiado con tanta muerte».
Probablemente haya una serie de exageraciones en esta representación debido al deseo natural de los partidarios de Sila de retratar el terror mariano como más grande de lo que realmente fue: en varias masacres se observó al menos la apariencia de legalidad; Lucio Cornelio Mérula no fue asesinado, sino citado a juicio, pero se abrió las venas; los informes de confiscaciones por parte de las fuentes son extremadamente vagos; los cuerpos de los asesinados fueron probablemente enterrados; el relato de una «señal habitual» es una ficción obvia. El terror mariano impactó a los contemporáneos no tanto por su magnitud como por el asesinato sin juicio de personas de dignidad consular y pretoriana. Además de Octavio y Mérula, fueron asesinados Quinto Lutacio Cátulo, Marco Antonio el Orador, Publio Licinio Craso, Lucio Julio César, Cayo Julio César Estrabón Vopisco y Quinto Ancario. En palabras de Cicerón, «los hombres más ilustres fueron asesinados, y las luces del estado se apagaron».
Cinna y Mario se autoproclamaron cónsules al año siguiente, 86 a. C., y lo hicieron sin la participación de una asamblea popular. Sin embargo, el septuagenario Mario murió de enfermedad ya en los idus de enero. Cinna ordenó masacrar a los esclavos que había reclutado, los ardieos que habían estado arrasando la ciudad, tras lo cual el período de terror terminó.

### Gobierno en solitario
Tras la muerte de Mario, Cinna fue durante algún tiempo el único cónsul al frente de la República, hasta el nombramiento como cónsul sufecto de Lucio Valerio Flaco. Ganó su reelección como cónsul en 85 y 84 a. C., con su viejo aliado Cneo Papirio Carbón como colega en ambas ocasiones, y se convirtió prácticamente en el único gobernante de Roma y de la mayoría de las provincias. Los autores antiguos se refieren a su mandato como «dominante», «absolutista», e incluso lo catalogaron de «monarquía»; Cicerón habla del «poder exorbitante» de Cinna.
Lucio Cornelio se apoyó en las mismas fuerzas políticas que Mario. Fue capaz de establecer buenas relaciones con el Senado, cada vez más reducido, aunque algunos miembros de la nobilitas siguieron marchándose con Sila o a otras provincias; a juzgar por la represión de los équites por parte de Sila en 82 a. C., esta clase apoyaba a Cinna al igual que la plebe. Los samnitas y los lucanos mantuvieron una alianza con el gobierno de Cinna. Basándose en el hecho de que el relativamente débil régimen mariano fue capaz de movilizar entre ciento cincuenta y ciento ochenta mil soldados para luchar contra Sila en 83-82 a. C., amplios sectores de la población itálica estaban del lado de Cinna y sus sucesores políticos.
Para estabilizar la situación interna, Cinna resolvió en 86 a. C. la crisis de la deuda: en virtud de la ley de su colega Lucio Valerio Flaco, los deudores sólo podían reembolsarse una cuarta parte de sus deudas, medida que Veleyo Patérculo calificó de «vergonzosa», y Salustio de «preferible» para el sector de la plebe. La circulación monetaria, desorganizada por la abundancia de monedas de mala calidad, se regularizó con la acuñación de monedas de buena ley encargada a los hermanos Cayo y Lucio Memio; además, en 86 u 85 a. C., el pretor Marco Mario Gratidiano introdujo mediante un edicto especial un tipo fijo de circulación monetaria.
Otra actividad importante de Cinna fue la solución del problema de los socii. Ante la actitud recelosa de estos ciudadanos, Lucio Cornelio concedió verdaderos derechos civiles a los itálicos, pero lentamente y de forma gradual: el censo de 86 mostró un modesto aumento del número total de quirites, aparentemente sólo a expensas de etruscos y umbros. La intención declarada en 87 a. C. de repartir los nuevos ciudadanos entre todas las tribus no se cumplió hasta 84 o incluso 83 a. C., ya después de la muerte de Cinna.
Sin embargo, el principal problema del régimen de Cinna seguía siendo Sila, quien se encontraba en guerra con el Reino del Ponto en Grecia y Anatolia. En 86 a. C. Cinna envió a su colega Flaco con dos legiones a Oriente. Si bien el propósito de esta campaña no se conoce con exactitud, Plutarco y Apiano escriben que la tarea formal de Lucio Valerio era la guerra contra Mitrídates VI, y la real la guerra con Sila; pero para esto Flaco tenía muy pocos efectivos. Según Memnón de Heraclea, Flaco debía actuar conjuntamente con Sila si este reconocía la autoridad del Senado romano. Por último, la historiografía sugería que Lucio Valerio, según el plan original, debía trasladarse a Asia para asestar un golpe decisivo al Ponto mientras Sila se mantenía ocupado en Grecia. Tras el encuentro de los dos ejércitos romanos en Tesalia, Flaco se marchó a luchar con los pónticos en Tracia, y luego cruzó a Asia; pronto fue asesinado en un motín, y el ejército fue dirigido por Cayo Flavio Fimbria, hasta que en 84 a. C. todo este ejército se pasó al bando de Sila.
Tras firmar la paz con Mitrídates, Sila envió dos mensajes al Senado romano, en los que enumeraba sus méritos y declaraba que pronto regresaría a Italia para salvar a Roma de los tiranos que se habían hecho con el poder en ella. Cinna, en respuesta, hizo vigorosos preparativos para una nueva guerra civil: reclutó tropas, reparó la flota, recogió alimentos y dinero, hizo propaganda entre los itálicos, cuyos derechos civiles fueron una de las causas del conflicto. El Senado propuso negociaciones de paz e incluso le ordenó que suspendiera sus actividades de movilización, pero este se limitó a promesas formales.
A principios del año 84 a. C., Cneo Papirio y Cinna se dispusieron a cruzar con su ejército a Iliria desde el norte de Italia. Es posible que planeasen endurecer a sus reclutas en batallas contra las tribus ilirias y luego unirse al gobernador de Macedonia, Lucio Cornelio Escipión Asiático, y derrotar a Sila en Grecia. Sin embargo, los soldados, obviamente, no querían pelear contra sus conciudadanos y, además, el mar estaba demasiado agitado para un cruce tranquilo. Uno de los escuadrones fue sorprendido por una tormenta y los soldados supervivientes se dispersaron hacia sus hogares. Cuando Cinna llegó a Ancona para restablecer el orden en el ejército, estalló una rebelión.

Uno de los lictores, quien estaba despejando el camino para Cinna, golpeó a alguien que se encontraba en él y uno de los soldados le golpeó en respuesta. Cinna ordenó que arrestaran al infractor, por lo que se levantó un clamor por todas partes, le arrojaron piedras y los que estaban cerca de él sacaron sus puñales y lo apuñalaron. Así pereció también Cinna durante su consulado.

Apiano. Guerras civiles, I, 78.

Según Plutarco, el motín comenzó porque los soldados sospechaban que Lucio Cornelio había matado al joven Cneo Pompeyo. Según esta versión, Cinna suplicó de rodillas clemencia al centurión, tendiéndole un precioso anillo de sello, y este le respondió: «Yo no vengo a sellar ninguna escritura, sino a castigar a un abominable e inicuo tirano», aunque la historiografía ha sugerido que existen exageraciones en esta versión.

## Descendencia
En el momento de su muerte, Lucio Cornelio estaba casado con una mujer llamada Annia. Las fuentes mencionan a tres de sus hijos: un varón llamado Lucio, pretor en 44 a. C., y dos hijas. Una de ellas se convirtió en la esposa de Cneo Domicio Enobarbo, quien murió en 81 a. C. en la guerra contra los silanos, y la segunda se convirtió en la esposa de Cayo Julio César, el futuro dictador. El matrimonio de Cornelia y César se sitúa con el nombramiento de este último como flamen Dialis en lugar del difunto Lucio Cornelio Mérula a finales de 87 a. C. En la historiografía hay opiniones a favor de fechar este matrimonio tanto en 86 como en 84, es decir, que podría haberse celebrado también mientras Cinna se encontraba con vida.
Annia, tras la muerte de su marido, contrajo segundas nupcias con Marco Pupio Pisón Frugi.

## Evaluación de la personalidad y las actividades de Cinna

### En las fuentes clásicas
Se sabe menos de la personalidad de Cinna que de cualquier otro de los líderes de los «partidos» de la época de las guerras civiles. F. Müntzer sólo considera cercanos a la realidad los testimonios sobre su personalidad que dejaron sus contemporáneos más jóvenes, principalmente Marco Tulio Cicerón, quien hablaba sobre su crueldad, mientras explica los horrores sufridos durante el terror mariano. Sin embargo, la historiografía acepta que esto formaba parte de una tradición establecida por los escritores prosilanos que exageraban el tamaño de la masacre organizada por Cinna y Mario. En vísperas del siguiente período de guerras civiles, a finales de 50 a. C., Cicerón escribió que César, si derrotaba a Pompeyo, «no sería más misericordioso que Cinna en la masacre de la nobleza». Según Marco Tulio, fue durante el gobierno de Cinna «cuando la República se vio privada de una administración regular de justicia y de su antigua dignidad y esplendor», y la muerte o marcha de varios hombres honorables hizo que el orador más destacado fuera el poco talentoso Publio Antistio.
Diodoro Sículo subraya el desprecio de Cinna por sus juramentos y la atrocidad de sus crímenes; la muerte de Cinna, tal y como la describe el autor de la Biblioteca histórica, se convierte en un castigo merecido producto de la diosa Némesis.
Plutarco, en la escena del juramento de «lealtad» a Sila, busca claramente subrayar la vileza de Cinna, quien no cumplió su palabra, hecho que los historiadores catalogan en general de cierto. Plutarco califica a Lucio Cornelio de «imprudente» y afirma que este, al principio de su lucha con Cneo Octavio, «quería ejercer un imperio tiránico».
Apiano informa de que Cinna empezó a defender los derechos de los itálicos, «según se cree», a causa de un soborno de trescientos talentos, afirmación que podría haber tenido su fuente en las memorias de Sila. Además, informa que los partidarios de Lucio Cornelio fueron los primeros en armarse antes de las luchas callejeras en Roma en 87 a. C.; Cneo Octavio fue apoyado por «la mejor parte del pueblo».
Veleyo Patérculo creía que la privación del consulado a Cinna en 87 a. C. era merecida. Sin embargo, este historiador acompañó el relato de la muerte de Lucio Cornelio con esta caracterización:

Era un hombre que merecía morir por la sentencia de sus victoriosos enemigos antes que a manos de sus furiosos soldados. De él se puede decir con verdad que trazó planes audaces, como ningún buen ciudadano habría concebido, y que llevó a cabo lo que nadie más que un hombre resuelto podría haber realizado, y que fue bastante temerario en la formulación de sus planes, pero en su ejecución todo un hombre.

Veleyo Patérculo. Historia romana, II, 24, 5.

El historiador Friedrich Müntzer, a pesar de los breves relatos de los autores clásicos, admite que la personalidad de Cinna es desconocida en gran parte.

### En la historiografía
Theodor Mommsen calificó a Cinna de «burdo sujeto, guiado únicamente por el más bajo egoísmo». La sugerencia de Apiano de un soborno le pareció «muy plausible» al historiador alemán; creía que Lucio Cornelio fue utilizado como instrumento por los partidarios de Cayo Mario. Sugiere que durante el «terrible terror» mariano en Roma, Cinna careció de valor para detener a su aliado. Además, el dominio de este le pareció «una combinación de poder ilimitado con la total impotencia y mediocridad de los gobernantes».
Tanto Mommsen como otros historiadores consideraron el gobierno de Lucio Cornelio como una dictadura absoluta, aunque en la historiografía de las últimas décadas se ha iniciado una cierta revaluación. Así, H. Meyer cree que Cinna trató de apoyarse en diferentes o incluso en todos los segmentos de la población; muchos historiadores lo ven como un gobernante que suavizó significativamente la política de su predecesor, Cayo Mario, al poner fin a la época de terror, llevando a cabo una serie de reformas moderadas y oponiéndose con éxito a los extremistas de su propio bando, encabezados por Carbón y Cayo Mario el Joven.
El investigador ruso Georgy Knabe clasifica a Cinna, junto con los hermanos Graco, Sila, Cayo Julio César y otros, como «personalidades brillantes, nítidamente definidas, no resignadas a la tradición y a la opinión pública, que actuaban por su cuenta y riesgo», que se convirtieron en «un signo de su tiempo, su símbolo, y que distinguieron esta época de las anteriores y posteriores».

## En la ficción
Cinna es un personaje de Sila, de Georgiy Gulia, y de La corona de hierba, de Colleen McCullough, donde sólo aparece en relación con los acontecimientos de 88-86 a. C.